# Indian Summer (альбом Poco)
Indian Summer (рус. индейское лето) — двенадцатый альбом американской кантри-рок-группы Poco, выпущенный в мае 1977 года на ABC Records. Одноимённая альбому песня была выпущена в качестве сингла и заняла 50 место в американском чарте Billboard Hot 100. Сам же альбом достиг 57 позиции в чарте Billboard 200.
В качестве гостя на альбоме отметился коллега по лейблу ABC и основатель Steely Dan Дональд Фэйген, сыгравший в нескольких песнях на синтезаторе.
Indian Summer стал последним студийным альбомом Poco, записанным с участием басиста Тимоти Би Шмита и барабанщика Джорджа Грантмана, которые вскоре после его выпуска покинули группу.

## Список композиций
1. «Indian Summer» (Пол Коттон) — 4:40
2. «Twenty Years» (Коттон) — 3:42
3. «Me and You» (Тимоти Би Шмит) — 2:44
4. «Downfall» (Расти Янг) — 4:33
5. «Win or Lose» (Коттон) — 4:40
6. «Living in the Band» (Коттон) — 3:14
7. «Stay (Night Until Noon)» (Шмит, Норин Шмит) — 3:22
8. «Find Out in Time» (Робин Томпсон, Шмит) — 3:54
9. «The Dance: When the Dance Is Over / Go On and Dance / Never Gonna Stop / When the Dance Is Over (Reprise)» (Расти Янг) — 10:05

## Участники записи
- Пол Коттон — гитара, вокал
- Расти Янг — стил-гитара, гитара, вокал
- Тимоти Би Шмит — бас-гитара, вокал
- Джордж Грантман — ударные, вокал
- Дональд Фэйген — синтезатор
- Стив Форман — перкуссия
- Марк Генри Харман — клавишные, челеста, виолончель, продюсер
- Джимми Хаскелл — аранжировка, струнные
- Рон Слензак — фотография